# Закон за обявяване комунистическия режим в България за престъпен
Законът за обявяване комунистическия режим в България за престъпен е действащ закон на Република България, приет от XXXVIII народно събрание на 26 април 2000 г. и обнародван в Държавен вестник, брой № 37 от 5 май 2000 г.
Текстът му се състои от четири члена. В член първи се казва, че управлението на Българската комунистическа партия, дошла на власт с помощта на външна сила, обявила война на България, довежда страната до национална катастрофа.
В член втори се изброяват десет обвинения към ръководствата на БКП и шест срещу целия режим. Според различните точки БКП е отговорна за различни неща, вариращи от „унищожаване на традиционните ценности на европейската цивилизация“ и „моралния и икономическия упадък на държавата“ до нарушаване на човешките права и свободи по редица начини и подчиняване интересите на страната на чужда държава – СССР „до степен на практическа загуба на държавен суверенитет“.
Член трети обявява БКП за престъпна организация въз основа на обвиненията от член втори, а член четвърти обявява всички действия, извършени с цел съпротива и отхвърляне на режима, за „справедливи, морално оправдани и достойни за почит“. 
Законът няма правни последици.